# Amy Acker
Amy Louise Acker (Dallas, Texas; 5 de diciembre de 1976) es una actriz estadounidense. Interpretó a Winifred Burkle e Illyria en la serie de televisión Ángel y a Kelly Peyton en Alias. Entre 2012 y 2016, interpretó a Root en Person of Interest, convirtiéndose en un personaje principal durante la tercera temporada.

## Primeros años
Acker nació y creció en Dallas, Texas, de una madre ama de casa y un padre abogado. Se graduó de la Lake Highlands High School en Dallas. Posteriormente obtuvo una licenciatura en teatro de la Southern Methodist University.
En su primer año de universidad, Acker modeló para el catálogo de J. Crew. Recibió una Licenciatura en Bellas Artes ese mismo año. Trabajó como actriz de teatro durante varias temporadas, incluyendo una temporada en el American Players Theatre en Spring Green, Wisconsin.

## Carrera
Acker hizo su debut en la televisión cuando interpretó a Winifred "Fred" Burkle en la serie Ángel, entre la segunda y la quinta temporada, y también como el personaje de Illyria en la quinta y última temporada del show. Ganó el Saturn Award en 2003 a la Mejor actriz de reparto en televisión por su representación.

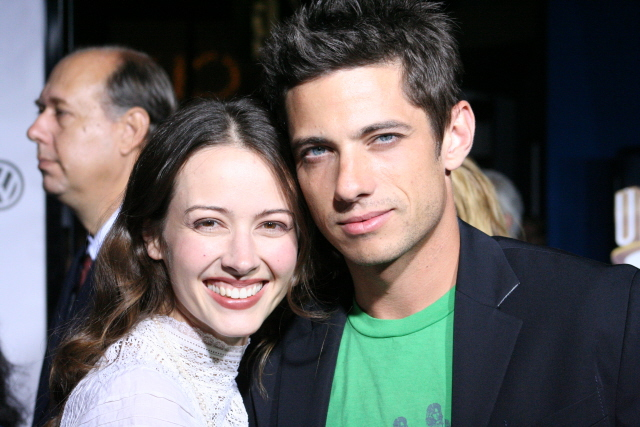
Acker con su esposo, James Carpinello, en 2005.

Se unió al reparto de Alias en 2005 para su última temporada, interpretando a la villana Kelly Peyton. También en 2005, Acker proporcionó la voz para el personaje de Huntress en la serie animada Justice League Unlimited. Pasó a hacer una aparición en How I Met Your Mother, en la que se reunió con el coprotagonista de Angel Alexis Denisof (el verdadero esposo de la estrella de dicha serie Alyson Hannigan), donde tuvo un papel recurrente en el programa.
Acker retrató a la Dra. Claire Saunders/Whisky, un personaje recurrente, en la serie de Joss Whedon Dollhouse. Apareció como invitada en 10 de los 13 episodios de la primera temporada y en tres episodios de la segunda.
En 2010, fue regular en el drama de ABC Happy Town, retratando al personaje de Rachel Conroy. Ese mismo año, apareció en el final de la temporada de la serie de Fox Human Target, como la misteriosa Katherine Walters. El 25 de mayo de 2010, apareció en The Good Wife. Apareció en la película de terror The Cabin in the Woods, estrenada el 13 de abril de 2012. En 2012, realizó también actuaciones en Warehouse 13, Once Upon A Time y Grimm. En 2012, interpretó a Beatrice en Much Ado About Nothing, adaptación moderna dirigida por Joss Whedon de Mucho ruido y pocas nueces, obra teatral de William Shakespeare.
Acker trabajó en la comedia de situación Husbands en la tercera temporada, en el papel de Claudia, la ex prometida de Brady Kelly, quien aparece inesperadamente. En marzo de 2014, Acker apareció en el rol de Audrey, una examante de Phil Coulson en un episodio de Agents of S.H.I.E.L.D.
Entre 2012 y 2016, Acker interpretó a Samantha "Root" Groves en el drama de CBS Person of Interest; Groves se convirtió en un personaje regular a partir de la tercera temporada de la serie. Comenzando con el episodio número 100 de la serie, Acker asumió el papel de la voz de the Machine. En el final de la serie, también apareció como la manifestación visual de Machine.
En marzo de 2017, Acker encarnó el papel de Kate Strucker en el piloto para la serie de televisión de Fox The Gifted, que fue recogido en mayo de 2017.

## Vida personal
El 25 de abril de 2003, Acker se casó con el actor James Carpinello en California. Juntos tienen un hijo, nacido en 2005, y una hija, nacida en 2006.

## Filmografía

### Cine
| Año  | Título                    | Personaje       | Notas        |
| ---- | ------------------------- | --------------- | ------------ |
| 2001 | The Accident              | Nina            |              |
| 2002 | Groom Lake                | Kate            |              |
| 2002 | Catch Me If You Can       | Miggy           |              |
| 2005 | Mr. Dramatic              | Jodi            | Cortometraje |
| 2006 | The Novice                | Jill Yarrut     |              |
| 2008 | Voces                     | Ellie           |              |
| 2009 | 21 and a Wake-Up          | Caitlin Murphy  |              |
| 2011 | Sironia                   | Molly Fisher    |              |
| 2012 | The Cabin in the Woods    | Wendy Lin       |              |
| 2012 | Much Ado About Nothing    | Beatrice        |              |
| 2014 | Let's Kill Ward's Wife    | Geena Bradford  |              |
| 2015 | The Energy Specialist     | Claire          |              |
| 2015 | A Novel Romance           | Sophie Atkinson |              |
| 2017 | Amanda & Jack Go Glamping | Amanda          |              |
| 2020 | Superman: Red Son         | Lois Lane       | Voz          |
| 2024 | Ordinary Angels           | Teresa          |              |

### Televisión
| Año        | Título                                                    | Personaje                          | Notas                                                                                        |
| ---------- | --------------------------------------------------------- | ---------------------------------- | -------------------------------------------------------------------------------------------- |
| 1998       | Wishbone                                                  | Catherine Morland                  | Episodio: "Pup Fiction"                                                                      |
| 1999       | To Serve and Protect                                      | Melissa Jorgensen                  | Episodio 1.2                                                                                 |
| 1999       | Wishbone                                                  | Priscilla / Venus                  | Episodios: "A Bone of Contention", "A Roamin' Nose"                                          |
| 2001       | Special Unit 2                                            | Nancy                              | Episodio: "The Invisible"                                                                    |
| 2001–2004  | Ángel                                                     | Winifred 'Fred' Burkle/Illyria     | Recurrente (temporada 2); Principal (temporadas 3 a 5)                                       |
| 2003       | Return to the Batcave: The Misadventures of Adam and Burt | Bonnie Lindsay                     | Telefilme                                                                                    |
| 2005       | Supernatural                                              | Andrea Barr                        | Episodio: "Dead in the Water"                                                                |
| 2005–2006  | Justice League Unlimited                                  | Huntress/Helena Bertinelli         | Voz; 4 episodios                                                                             |
| 2005–2006  | Alias                                                     | Kelly Peyton                       | Principal (temporada 5); 13 episodios                                                        |
| 2006       | How I Met Your Mother                                     | Penelope                           | Episodio: "Come On"                                                                          |
| 2007       | Drive                                                     | Kathryn Tully                      | 3 episodios                                                                                  |
| 2007       | Law & Order: Criminal Intent                              | Leslie LeZard                      | Episodio: "Smile"                                                                            |
| 2007       | Ghost Whisperer                                           | Tessa                              | Episodio: "Weight of What Was"                                                               |
| 2008       | A Near Death Experience                                   | Ellie Daly                         | Telefilme; también titulada Voices                                                           |
| 2008       | Fire and Ice: The Dragon Chronicles                       | Princesa Luisa                     | Telefilme                                                                                    |
| 2008       | October Road                                              | Chica en uniforme azul             | Episodio: "Dancing Days Are Here Again"                                                      |
| 2008       | October Road                                              | Jenny Bristol                      | Episodio: "Hat? No Hat?"                                                                     |
| 2008       | Private Practice                                          | Molly Madison                      | Episodio: "A Family Thing"                                                                   |
| 2009–2010  | Dollhouse                                                 | Dra. Claire Saunders ("Whiskey")   | Recurrente; 14 episodios                                                                     |
| 2010       | Human Target                                              | Katherine Walters                  | Episodio: "Christopher Chance"                                                               |
| 2010       | The Good Wife                                             | Trish Arkin                        | Episodio: "Running"                                                                          |
| 2010       | Happy Town                                                | Rachel Conroy                      | Principal; 8 episodios                                                                       |
| 2010       | No Ordinary Family                                        | Amanda Grayson                     | Episodios: "No Ordinary Mobster", "No Ordinary Accident"                                     |
| 2011       | Dear Santa                                                | Crystal Carruthers                 | Telefilme                                                                                    |
| 2011, 2013 | CSI: Crime Scene Investigation                            | Sandy Colfax                       | Episodios: "Man Up", "Backfire"                                                              |
| 2012       | Grimm                                                     | Lena Marcenko                      | Episodio: "Tarantella"                                                                       |
| 2012       | Once Upon a Time                                          | Nova / Astrid                      | Episodio: «Dreamy»                                                                           |
| 2012       | Warehouse 13                                              | Tracey                             | Episodio: "The Ones You Love"                                                                |
| 2012–2016  | Person of Interest                                        | Samantha "Root" Groves/The Machine | Invitada (temporada 1); recurrente (temporada 2); principal (temporadas 3 a 5); 65 episodios |
| 2013       | Scooby-Doo! Mystery Incorporated                          | Nova                               | Voz; 4 episodios                                                                             |
| 2014       | Agents of S.H.I.E.L.D.                                    | Audrey Nathan                      | Episodio: "The Only Light in the Darkness"                                                   |
| 2015       | A Novel Romance                                           | Sophie                             | Telefilme                                                                                    |
| 2015       | Suits                                                     | Esther Edelstein                   | Episodios: "No puedo hacerlo", "Hitting Home"                                                |
| 2016–2017  | MacGyver                                                  | Sarah Adler                        | Episodios: "Metal Saw", "Screwdriver"                                                        |
| 2016       | A Nutcracker Christmas                                    | Lily                               | Telefilme                                                                                    |
| 2017-2019  | The Gifted                                                | Caitlin Strucker                   | Principal                                                                                    |
| 2018       | ”Grey’s Anatomy”                                          | Kathleen Shepherd                  | The good Shepherd                                                                            |

### Web
| Año  | Título            | Rol        | Notas       |
| ---- | ----------------- | ---------- | ----------- |
| 2008 | Who Cut the Cake? | Ellen      | 3 episodios |
| 2013 | Husbands          | Claudia    |             |
| 2015 | Con Man           | Dawn Jones | 3 episodios |

## Premios y nominaciones
| Año  | Asociación          | Categoría                             | Trabajo nominado | Resultado |
| ---- | ------------------- | ------------------------------------- | ---------------- | --------- |
| 2003 | Saturn Awards       | Mejor actriz de reparto en televisión | Ángel            | Ganadora  |
| 2004 | Saturn Awards       | Mejor actriz de reparto en televisión | Ángel            | Nominada  |
| 2014 | Indie Series Awards | Mejor estrella invitada - Comedia     | Husbands         | Ganadora  |